# Atentado de la sinagoga de la Ghriba
El atentado terrorista a la sinagoga de la Ghriba fue un ataque con bombas del terrorismo yihadista llevado a cabo contra una sinagoga en Túnez por el grupo terrorista Al-Qaeda. 
El 11 de abril de 2002, un camión de transporte de gas natural equipado con explosivos atravesó las barreras de seguridad de la antigua sinagoga de la Ghriba en la isla tunecina de Djerba. El camión explotó en el frente de la sinagoga, asesinando a 14 turistas alemanes, seis tunecinos y un francés. Otros 30 resultaron gravemente heridos.
A pesar de que el ataque fue inicialmente catalogado como un "accidente", investigaciones llevadas a cabo en Túnez, Francia y Alemania, llegaron a la evidente conclusión de que el ataque fue deliberado. Nizar Nawar, de 24 años de edad, fue el terrorista suicida, que llevó a cabo el ataque con la ayuda de un pariente, Belgacem. Posteriormente una cinta de audio adjudicada a la red terrorista de Osama Bin Laden, reivindicó la responsabilidad del ataque, declarando que "ha enviado un mensaje de Alemania". 

## Túnez
Belgacem, tío del terrorista suicida, fue detenido tras el ataque y encarcelado en una prisión de Túnez. Los investigadores le atribuyen de haber ayudado a Nizar a montar un tanque lleno de gas en el camión. 
Belgacem, que se enfrenta a la pena de muerte, fue condenado el 7 de junio de 2006 por el 4º Juzgado Penal de Primera Instancia de Túnez a veinte años de prisión por "complicidad en el asesinato con premeditación", "participación en una asociación criminal" y "complicidad a la posesión y a la fabricación de explosivos". En primer lugar, fue interrogado durante aproximadamente veinte minutos por el juez Tarak Braham en ausencia de sus abogados, que están boicoteando el juicio. A continuación, niega los cargos en su contra y dice desconocer los actos terroristas de su sobrino, reconociendo que "sólo" ha asistido a la compra del vehículo que se utilizó para cometer el atentado. En cuanto al dinero y los documentos de identidad de Nizar encontrados en su posesión, sostiene que fueron colocados sin su conocimiento por su sobrino.

## Francia
Tres miembros de la familia del atacante suicida Nawar, que residen en Francia, están imputados por el juez Bruguière, incluyendo a Walid Nawar, hermano del terrorista, de quien se sospecha que compró el teléfono satelital con que llamó a Khalid Sheikh Mohammed momentos antes del ataque . 
Christian Ganczarski (de nacionalidad alemana), considerado por los investigadores como una de las figuras centrales en este asunto, fue detenido el 3 de junio de 2003 en el Aeropuerto de París-Charles de Gaulle. Fue detenido por una operación de inteligencia conjunta, en el marco de la Alianza Base ((CTIC) - Central de Inteligencia Contraterrorista), que se encuentra en París, y posteriormente trasladado a la prisión de Fresnes, en París. Con fuertes vínculos con Al Qaeda, es sospechoso de haber dado luz verde al ataque por medio de una llamada telefónica realizada por Nizar Nawar poco antes del mortal ataque. Después de la investigación, Ganczarski y el Jeque Mohammed, que es objeto de una orden internacional de detención por este caso, también están bajo investigación por "complicidad de asesinato" en relación con una organización terrorista.

## España
En marzo de 2003, cinco personas fueron detenidas en España, desde donde fue financiado este ataque. Dos de ellos, el empresario Enrique Cerda y el pakistaní Ahmed Rukhsar, fueron condenados a cinco años de prisión el 10 de mayo de 2006.
- Datos: Q2869975